# Peter Fonda
Peter Henry Fonda (Nueva York, 23 de febrero de 1940-Los Ángeles, California, 16 de agosto de 2019) fue un actor estadounidense, hijo de Henry Fonda, hermano de Jane Fonda y padre de Bridget Fonda, todos ellos también actores. No solo destacó por sus actuaciones, sino que además tuvo participación en algunas películas como guionista, productor y director.
Su acceso a la fama se produjo debido a su actuación en el filme Easy Rider, película en la que, además, colaboró en el guion, por lo que fue nominado al Óscar al mejor guion, y en la producción.

## Biografía

### 1940-1960: Primeros años

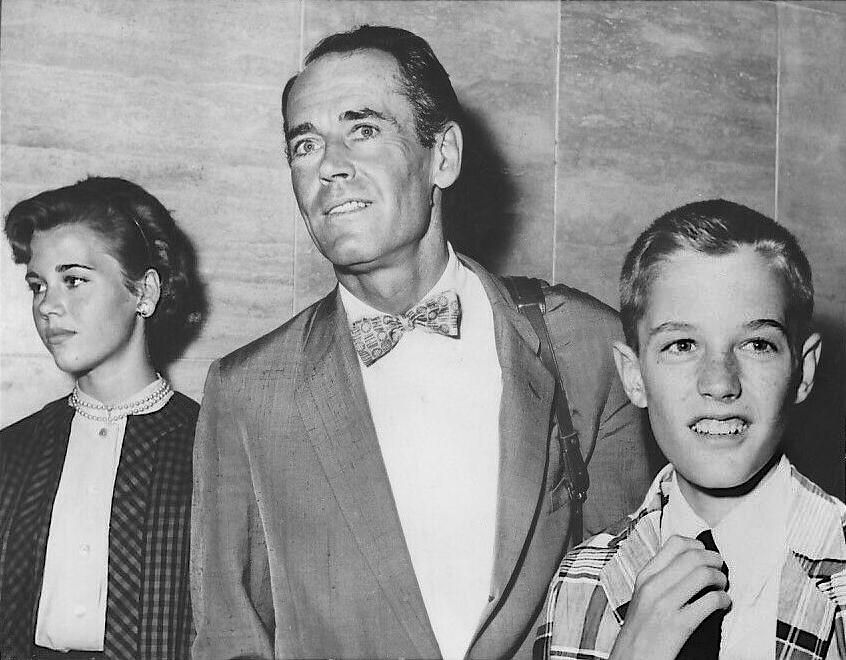
Jane, Henry y Peter Fonda en julio de 1955

Fonda nació por cesárea el 23 de febrero de 1940 en el LeRoy Hospital de Nueva York, el único hijo varón del actor Henry Fonda y su esposa Frances Ford Seymour. Su padre tenía ancestros holandeses, aunque eran originarios de Italia, de donde huyeron por ser partidarios de la reforma protestante, emigrando luego a una aldea indígena mohawk, Fonda (Nueva York), a la que dieron su nombre. Su madre era una socialité canadiense con ancestros ingleses. Su hermana mayor era la actriz Jane Fonda. Ambos tenían otra medio hermana, Frances de Villers Brokaw (1931–2008), del anterior matrimonio de su padre. La madre de Jane y Peter se suicidó en un hospital mental cuando Peter tenía diez años, aunque él no supo las circunstancias reales de la muerte hasta que tuvo quince.
Un mes antes de su undécimo cumpleaños, Fonda se pegó un tiro accidental en el abdomen que casi provoca su muerte. Fue a la estación de montaña india de Nainital y permaneció unos meses para recuperarse. Años después, comentó esta incidente mientras tomaba LSD junto con tres de los integrantes de la banda británica The Beatles (George Harrison, John Lennon y Ringo Starr). Se dice de este encuentro que fue la inspiración de la letra de la canción «She Said She Said». Cuando Harrison comentó bajo los efectos de la droga que se moría, el actor le contestó: I know what is like to be dead (Sé cómo es estar muerto). John Lennon dijo inmediatamente después: You're making me feel like I've never been born". "Who put all that shit in your head? (Me estás haciendo sentir como si no hubiera nacido nunca. ¿Quién te ha metido toda esa mierda en la cabeza?). Por esta razón, el título original de la canción iba a ser «He Said He Said», en relación con Fonda, pero Lennon, al momento de grabarla, la suavizó (puesto que la primera versión de la canción era bastante agresiva), refiriéndose a una mujer y cambiando algunas partes de la letra. Finalmente la canción fue publicada en el álbum Revolver, de 1966.
Peter fue al Fay School en Southborough (Massachusetts). Posteriormente se matriculó en el Westminster School de Connecticut , donde se graduó en 1958. Una vez graduado, Fonda estudió interpretación en Omaha (Nebraska), la ciudad natal de su padre. Mientras estudiaba en la Universidad de Nebraska-Omaha, Fonda se unió al grupo de teatro de la Omaha Community Playhouse.

### 1961-1966: Inicios en el mundo de la interpretación

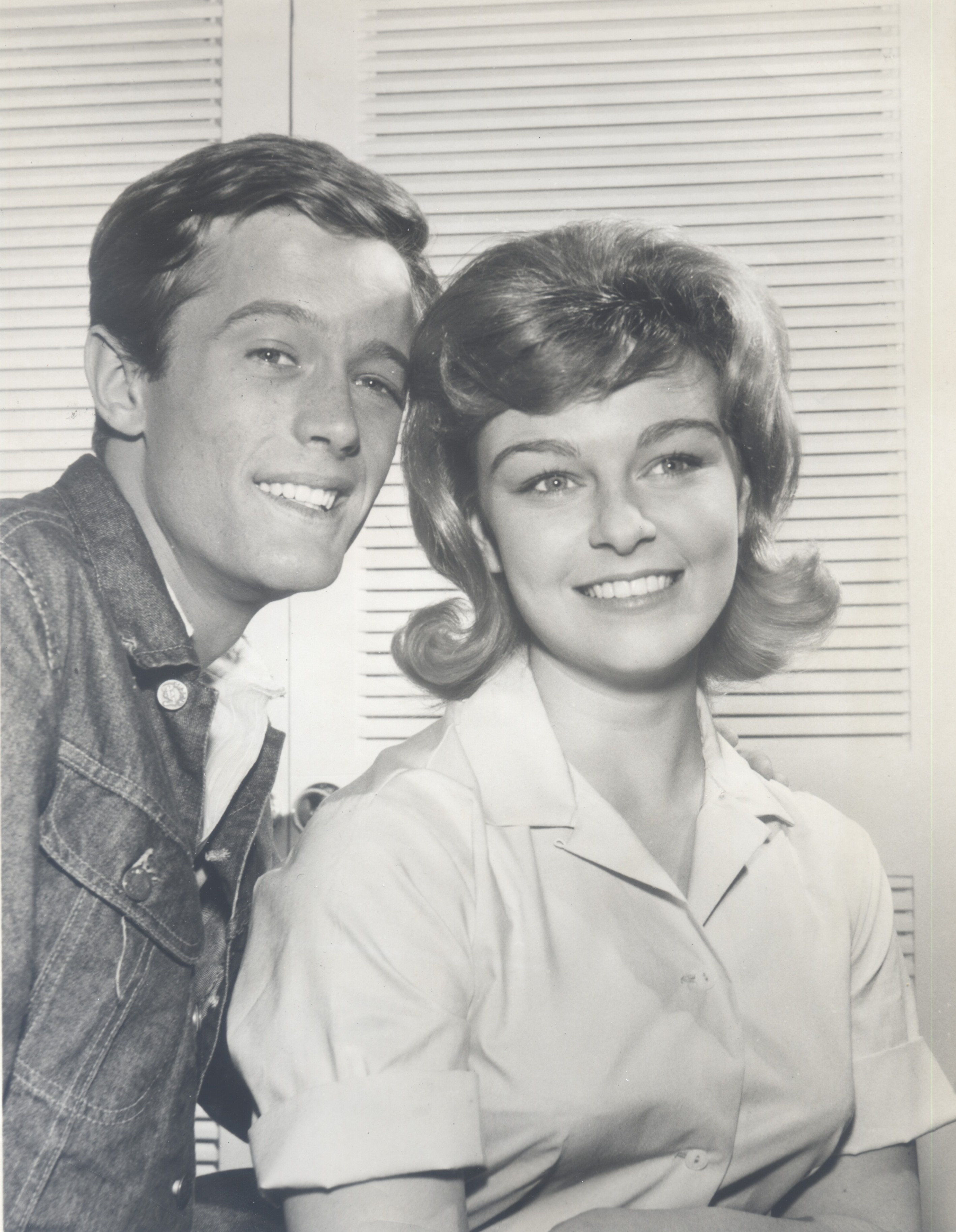
Fonda, artista invitado junto a Patty McCormack en la serie de televisión The New Breed en 1962

Volviendo a Nueva York, Fonda se unió al grupo teatral del Cecilwood Theatre en 1960. Encontró trabajo en Broadway y alcanzó cierta repercusión con la obra Blood, Sweat and Stanley Poole, escrita por James y William Goldman con 84 funciones en 1961. Por aquella época, Fonda también apareció como artista invitado en series de televisión como Naked City, The New Breed, Wagon Train y The Defenders.
La primera película de Fonda llegó cuando el productor Ross Hunter buscaba un actor principal para el drama romántico Tammy y el doctor (Tammy and the Doctor) (1963) acompañando a Sandra Dee. La película fue un pequeño éxito. A esta le siguió un papel secundario en Los vencedores (The Victors) (1963), una mirada sombría a los soldados estadounidenses en la Segunda Guerra Mundial, dirigida por Carl Foreman. Esta interpretación le valió a Fonda su primera Globo de Oro al actor revelación.
Fonda continuó trabajando en televisión, participando en capítulos aislados de series como Channing, Arrest and Trial, The Alfred Hitchcock Hour y Twelve O'Clock High. También se presentó en el casting para hacer el papel de John F. Kennedy en PT-109. Fonda produjo buenas sensaciones en Robert Rossen que lo eligió para integrarlo en el reparto de su siguiente película Lilith (1964), junto a Warren Beatty, Jean Seberg y Gene Hackman. La interpretación de Fonda causó buena impresión en la crítica. Poco antes de la muerte de Rossen, el director firmó con él un contrato de siete películas que empezó con la adaptación de Bang the Drum Slowly. Fonda también protagonizó The Young Lovers (1964), película sobre el embarazo fuera del matrimonio, y única inmersión de Samuel Goldwyn Jr. en el mundo de la dirección.

### 1966-1968: Figura de la contracultura estadounidense

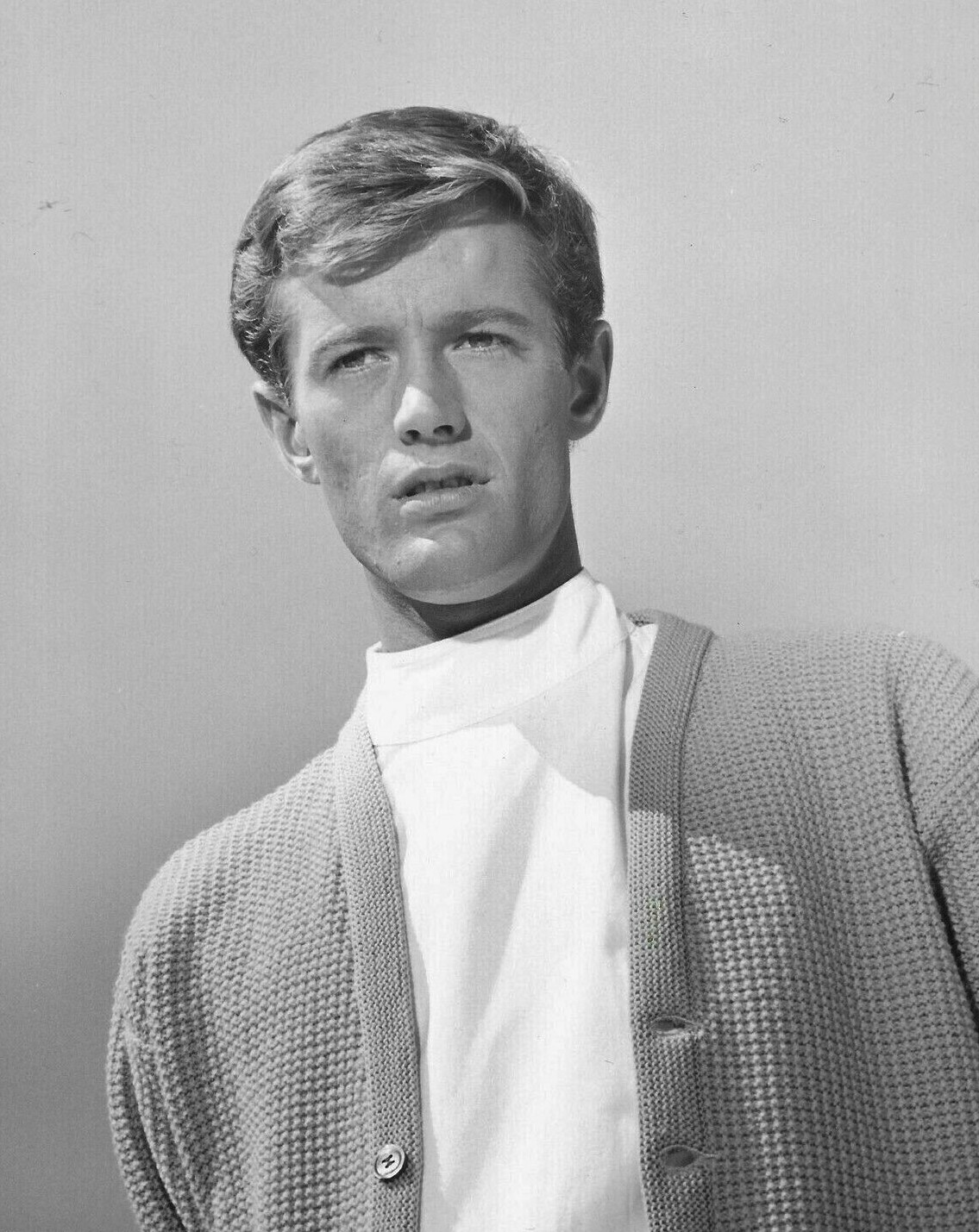
Fonda en una foto promocional de 1962

A mediados de los 60, Fonda se convirtió en un actor de Hollywood poco convencional. Como publicó la revista Playboy en un reportaje, Fonda se había ganado una "sólida reputación de desertor". Se había vuelto aparentemente inconformista, se dejó crecer el pelo y tomó LSD con regularidad, tildando la industria cinematográfica como "establishment ". El trabajo actoral conforme a los cánones se volvió escaso. Gracias a su amistad con los miembros de la banda The Byrds, Fonda visitó junto con ellos a The Beatles en su casa alquilada de Benedict Canyon en Los Ángeles, en agosto de 1965.
En agosto de 1966 Fonda fue arrestado por posesión de marihuana, y posteriormente fue absuelto en diciembre de ese año. En noviembre de 1966 Fonda volvió a ser arrestado en los disturbios de Sunset Strip, donde la policía empleó la fuerza. La banda Buffalo Springfield protestó por la violencia de la policía en esos disturbios en su canción "For What It's Worth". Fonda también también grabó el sencillo "November Night", escrita por Gram Parsons bajo el sello Chisa, con "Catch the Wind" de Donovan, en la cara B.
La primera película contracultural en la que participó fue la la película de serie B de motoristas de  Roger Corman Los ángeles del infierno (The Wild Angels) (1966). Fonda originalmente iba a interpretar un papel secundario junto al protagonista George Chakiris, pero pasó a liderar el reparto cuando Chakiris dijo que no podía montar en motocicleta. En la película, Fonda pronunció un "elogio" en el funeral de un ángel caído. La película fue un gran éxito, fue presentada en el Festival Internacional de Cine de Venecia y lanzó el subgénero de películas de motociclistas, estableciendo a Peter Fonda como el actor referencia. Fonda hizo un piloto para televisión High Noon: The Clock Strikes Noon Again, rodado en diciembre de 1965, basado en la película Solo ante el peligro (1952), donde Fonda hacía el papel que en la película original hacía Gary Cooper. De todas maneras, finalmente no se transformó en una serie.
El siguiente papel de Fonda también fue en otra película de Corman El viaje (The Trip) (1967), una traslación a la experiencia y consecuencias de consumir LSD, que él mismo escribió con Jack Nicholson. Sus compañeros de reparto fueron Susan Strasberg, Bruce Dern y Dennis Hopper. La película fue un gran éxito de taquilla. Posteriormente, Fonda viajó a Francia para aparecer en la película de terror Historia extraordinarias (Histories extraordinaires) (1968). El segmento en el que trabajó compartió reparto con su hermana Jane y fue dirigida por el esposo de ésta Roger Vadim. En la televisión, apareció en el telefilm Certain Honorable Men (1968), junto a Van Heflin y escrita por Rod Serling.

### Easy rider

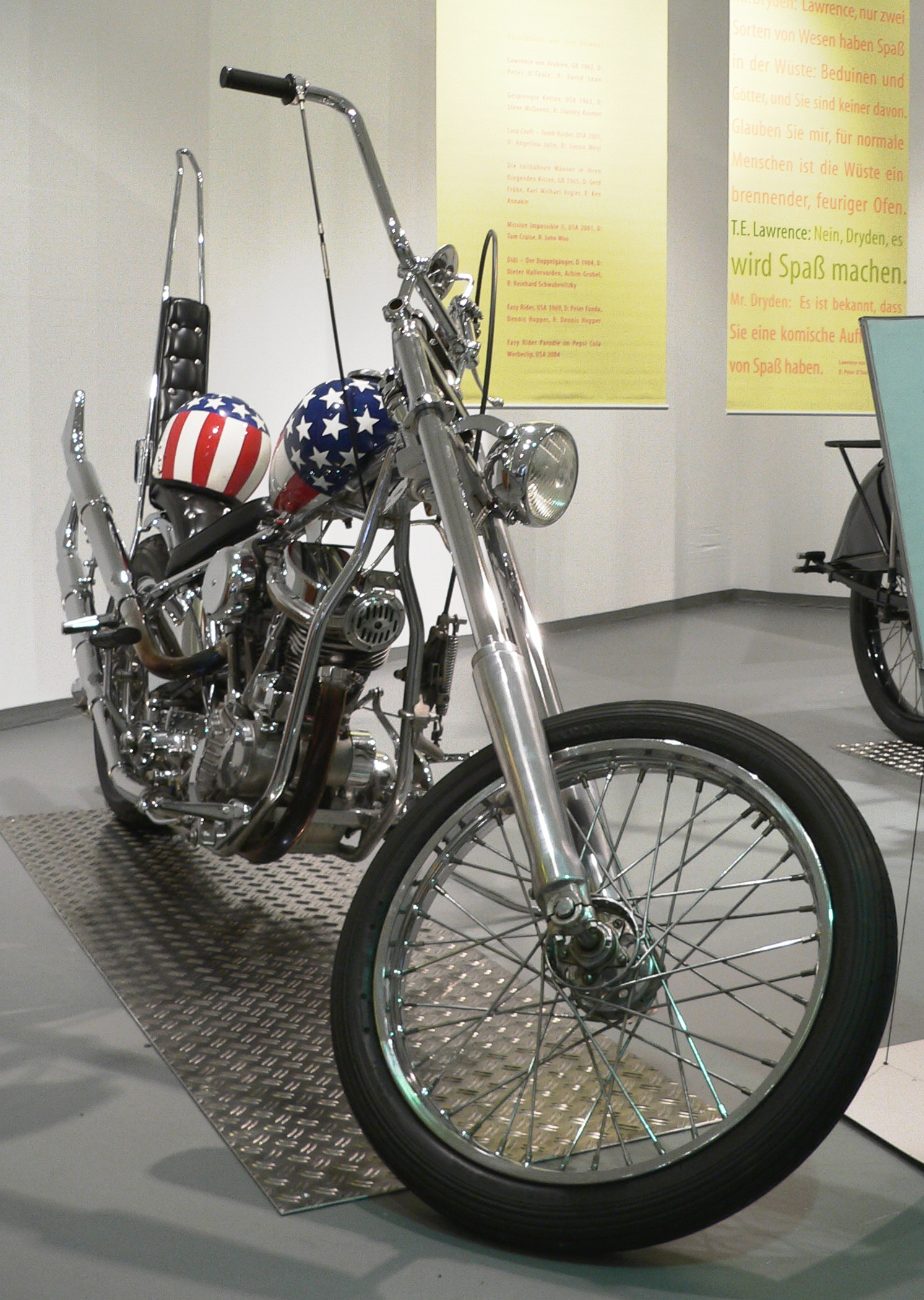
Réplica de la Harley-Davidson con la que Peter Fonda rodó Easy Rider.

Pero el gran salto en la fama de Fonda fue cuando produjo, coescribió y protagonizó Easy Rider (1969), dirigida por Dennis Hopper. Easy Rider trata sobre dos moteros de pelo largo que viajan por el sur de Estados Unidos, donde se encuentran con la intolerancia y la violencia. Fonda interpretó a "Wyatt", un carismático y lacónico hombre que luce una chaqueta con la bandera de los Estados Unidos en la espalda. En este viaje le acompañan Dennis Hopper encarnando a "Billy" y Jack Nicholson a George Hanson, un abogado alcohólico defensor de los derechos civiles. Fonda coescribió el guion junto a Terry Southern y el mismo Hopper.
Fonda intentó pedir dinero para la producción a Roger Corman y American International Pictures (AIP), con el que ya trabajara en The Wild Angels y The Trip, pero rechazaron financiar una película dirigida por Hopper. Al final, consiguieron la financiación de Columbia Pictures. Hopper filmó el viaje por carretera a través del país representado casi en su totalidad en exteriores. Fonda había conseguido una financiación de alrededor de 360.000 dólares, en gran parte porque sabía que era el presupuesto que Roger Corman había utilizado para hacer Los ángeles salvajes. El guitarrista y compositor Robbie Robertson, de The Band, se mostró tan conmovido por la proyección anticipada que se acercó a Fonda y trató de convencerlo de que le permitiera escribir una partitura completa, a pesar de que la película estaba a punto de estrenarse en todo el mundo. Fonda rechazó la oferta y utilizó en su lugar el "Born to Be Wild" de Steppenwolf, "It's Alright, Ma (I'm Only Bleeding)" de Bob Dylan cantada por The Byrds' Roger McGuinn, y "The Weight" por The Band, entre otros.
El film fue un auténtico éxito mundial (recaudando más de 40 millones de dólares) y un icono de la joven generación que la vio en su estreno. Jack Nicholson fue nominado al Óscar al mejor actor de reparto mientras que Fonda, Hopper y Southern fueron nominados al Óscar al mejor guion original.

### 1970-1979: Director y actor de cine de acción

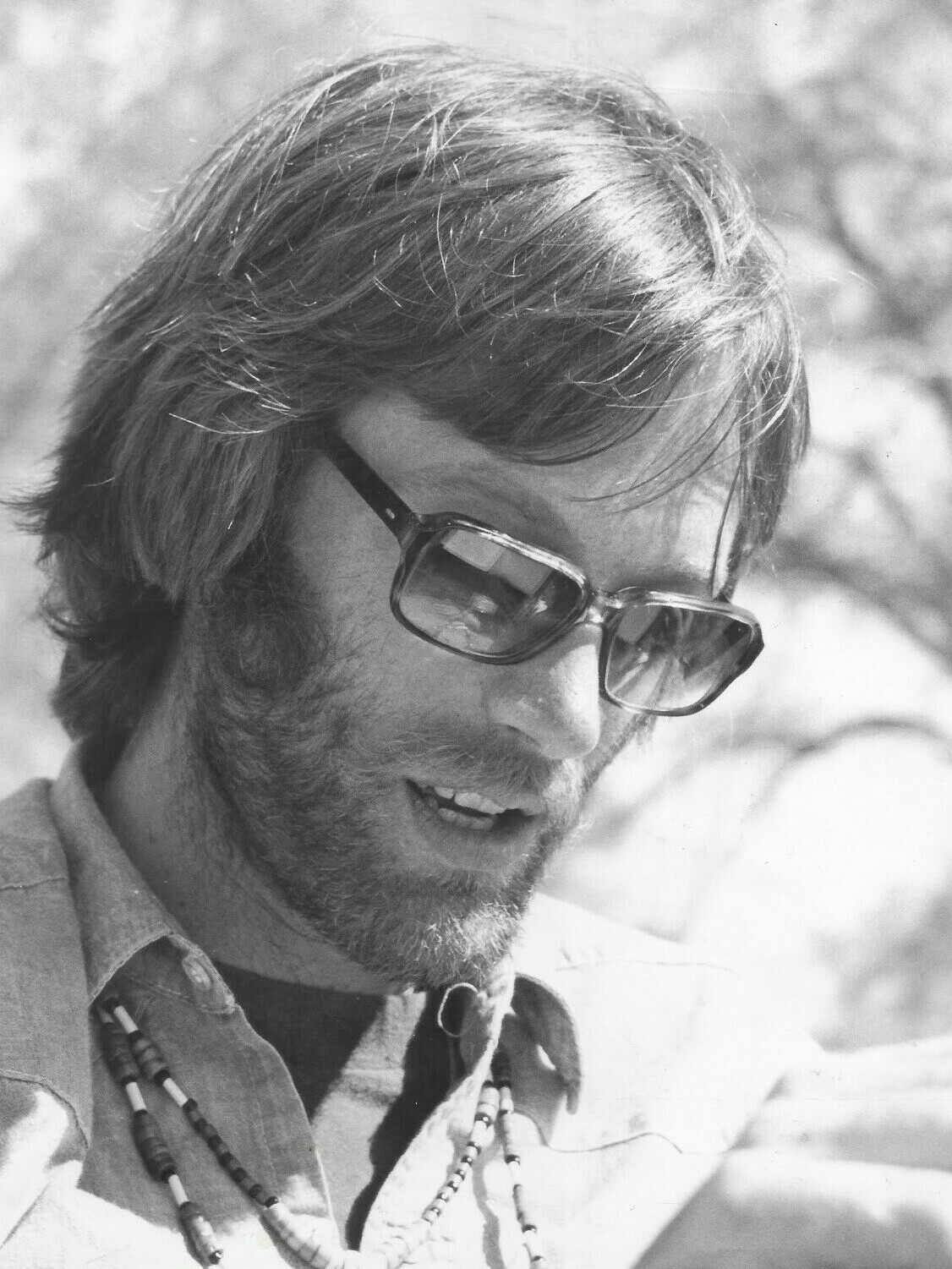
Fonda en 1970.

Después del éxito de Easy Rider, Hopper y Fonda se embarcaron en más proyectos juntos. En 1971, Hopper dirigía la película The Last Movie (1971), protagonizada por Fonda y la cantante Michelle Phillips del grupo The Mamas and the Papas. Por su parte, Fonda dirigió y protagonizó el western Hombre sin fronteras (The Hired Hand) (1971). El actor encabezaba el reparto por delante de Warren Oates, Verna Bloom y el poeta de la Beat Generation Michael McClure. La película recibió críticas mixtas y fracasó comercialmente en su lanzamiento inicial, pero muchos años después, en 2001, se mostró una versión completamente restaurada en varios festivales de cine. Fonda siguió en la dirección con el film de ciencia ficción Idaho Transfer (1973). En esta película él no aparecía y recibió críticas ambivalentes. En ese mismo año, compartió protagonismo con Lindsay Wagner en Two People dirigida por Robert Wise, en el que encarna a un desertor de la Guerra del Vietnam.
Fonda protagonizó junto a Susan George y se gran amigo Adam Roarke en la película La indecente Mary y Larry el loco (Dirty Mary, Crazy Larry) (1974), una película sobre dos aspirantes a NASCAR que ejecutan un atraco a un supermercado para financiar su salto a las grandes carreras de autos. El film fue todo un éxito ese año y le abrió el camino a ser un actor de películas de acción en los siguientes años. Después de esta, llegaron Los cazadores (Open Season) (1974) con William Holden; Carrera con el diablo (Race with the Devil) (1975) Venganza anunciada (92 in the Shade) (1975), junto a Warren Oates y dirigida por Thomas McGuane; Los mercenarios de los diamantes (Killer Force) (1976) del director Val Guest; Mundo futuro (Futureworld) (1976), secuela de la exitosa Almas de metal (Westworld) (1973), producida por AIP; Luchando por mis derechos (Fighting Mad) (1976), reuniéndose con Roger Corman aunque dirigida en esta ocasión por Jonathan Demme.
Los últimos títulos de la década protagonizados por Fonda fueron El blues de los proscritos (Outlaw Blues) (1977) un drama donde comparte pantalla con Susan Saint James. Después de rodar Convoy II (High-Ballin') (1978), Fonda volvió a la dirección con el polémico drama Wanda Nevada (1979), en el que Fonda, de 39 años, interpretó al amante de Brooke Shields, que entonces tenía 13 años. Su padre, Henry Fonda, también hizo una breve aparición, y es la única película en la que actuaron juntos.

### 1980-2000: Sigue su obra cinematográfica
Fonda volvió a conseguir el éxito con su interpretación en el telefilm La torre de los rehenes (The Hostage Tower) (1980), basada en la historia de Alistair MacLean. También tuvo una breve aparición en el éxito Los locos del Cannonball (The Cannonball Run) (1981), como el jefe de los motoristas que es un guiño irónico a sus películas anteriores sobre motocicletas, y la película fue un gran éxito de taquilla ese año con un gran elenco. Luego interpretó el papel de líder carismático de una secta en Capturado (Split Image) (1982), donde comparte créditos con James Woods, Karen Allen y Brian Dennehy. A pesar del sólido reparto y las críticas positivas, la película no logró encontrar público.
En los 80, Fonda seguiría participando en series y películas de diferentes géneros — Daijôbu, mai furendo (1983), rodado en Japón; El baile de los enanos (Dance of the Dwarfs) (1983); Peppermint Peace (1983), rodado en Alemania; Mordisco mortal (Spasms) (1983), película de terror con Oliver Reed; el telefilm A Reason to Live (1985); Y... al rojo vivo (Certain Fury) (1985) con Tatum O'Neal; Los guerreros de la libertad (Mercenary Fighters) (1988); el western La leyenda de Hawken (Hawken's Breed) (1988); Sound (1988); Tiempo de indiferencia (Gli indifferenti) (1989) con Liv Ullmann y Juicio a un desconocido (The Rose Garden) (1989).
A principios de los 90, Fonda ayudó en el guion de Enemy (1990), que también protagoniza. Aunque protagonizó películas como Family Express (1991) y El asesino del teléfono erótico (South Beach) (1993), se centró sobre todo en papeles secundarios de películas independientes. Así aparece en El riesgo del vértigo (Deadfall) (1993), dirigida por Christopher Coppola; Maldito Nick (Bodies, Rest & Motion) (1993), protagnizado por su hija Bridget; Molly & Gina (1994) con Frances Fisher y Natasha Gregson; Amor del calibre 45 (Love and a .45) (1994) con Renée Zellweger; Nadja (1994), producida por David Lynch. También aparece en películas como 2013: Rescate en L.A. (1996) de John Carpenter y en el telefilm No mires atrás (Don't Look Back) (1996). También protagonizó la serie In the Heat of the Night.
Después de años de altibajos, Fonda recibiría de nuevo el aplauso de la crítica y el reconocimiento general por su interpretación en El oro de Ulises  (Ulee's Gold) (1997), donde interpretó a un taciturno apicultor del norte de Florida y veterano de Vietnam que intenta salvar a su hijo y a su nieta de una vida de abuso de drogas. Por este trabajo, fue nominado al Óscar al mejor actor. En 1998, Fonda protagonizó el telefilm La tempestad (The Tempest), basado en parte a la obra homónima de William Shakespeare. Fue dirigido por Jack Bender y John Glover, Harold Perrineau y Katherine Heigl les acompañó en el reparto.
A finales del siglo, Fonda interpretó a Frank O'Connor en La pasión de Ayn Rand (The Passion of Ayn Rand) (1998), un papel por el que recibió el premio del Globo de Oro al mejor actor de reparto de serie, miniserie o telefilme de 2000, y apareció en el film El halcón inglés (The Limey) dirigida por Steven Soderbergh (1999) como Terry Valentine, un anciano productor de música rock que mata accidentalmente a su novia más joven. En esa época, pudo escribir su autobiografía Don't Tell Dad (1998).

### 2001-2019: Últimos papeles
El inicio del siglo siguió dando trabajo a Fonda con intervenciones en películas como Al sur del cielo, al oeste del infierno (South of Heaven, West of Hell) (2000), Recuerdos peligrosos (Second Skin) (2000), Thomas y el Ferrocarril Mágico (Thomas and the Magic Railroad) (2000) Wooly Boys (2001), El crimen de Laramie (The Laramie Project) (2001), El milagro de Maldonado (The Maldonado Miracle) (2003), El precio de la gloria (Capital City) (2004), El corazón es mentiroso (The Heart Is Deceitful Above All Things) (2004), A Thief of Time (2004), Back When We Were Grownups (2004), Supernova (2005) y El cobrador: In God We Trust (2006). Incluso dio voz a "The Truth", un personaje del popular viodeojuego Grand Theft Auto: San Andreas en 2004.

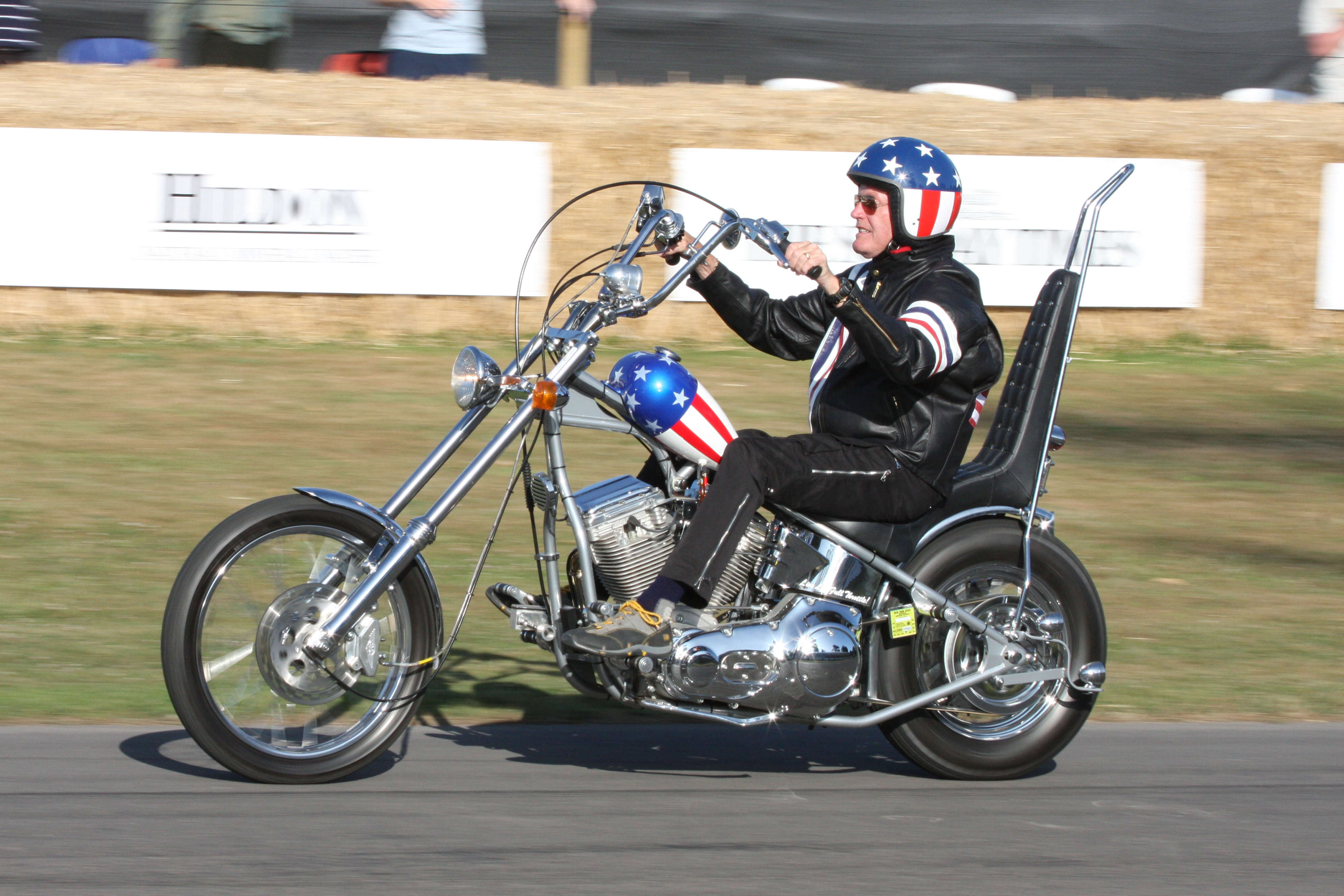
Fonda en 2009 a bordo de la Captain America.

En una entrevista en 2007, Fonda habló sobre su pasión por las dos ruedas:

Viajo en una MV Agusta. Esta es una motocicleta de carreras italiana. Obliga a concentrarse. Tienes que estar concentrado y en mi vida, en este negocio, a veces es difícil encontrar el enfoque. Entonces necesito forzar la concentración y eso es genial. La moto te lleva por un camino libre. No hay vallas en las carreteras por las que viajo y no viajo por autopistas. Eso es todo lo que puedo decirles, porque hay más tierras esperando a este pequeño niño cristiano. Eso no es cierto. Soy ateo, pero ¿qué diablos?.

Fonda volvió a la gran pantalla como el cazarrecompensas Byron McElroy en El tren de las 3:10 (3:10 to Yuma) (2007), remake de la película de  1957. Comparte pantalla con Christian Bale y Russell Crowe. La película recibió dos nominaciones a los Oscar y buenas críticas por parte de la prensa. También apareció en las últimas escenas de la comedia Cerdos salvajes: Con un par... de ruedas (Wild Hogs) como Damien Blade, fundador de la banda de moteros Del Fuegos y padre de Jack, interpretado por Ray Liotta. Fonda también hizo el papel de Mefistófeles, uno de los principales villanos de Ghost Rider (también de 2007). Aunque el personaje repitió en su secuela Ghost Rider: Spirit of Vengeance, fue reemplazado por Ciarán Hinds.
En los últimos años de la primera década de lo 2000, apareció en Viaje al centro de la Tierra (Journey to the Center of the Earth) (2008), Japan (2008) y The Perfect Age of Rock 'n' Roll (2009) y "El romano", el villano principal de The Boondock Saints II: All Saints Day (también de 2009), secuela de The Boondock Saints. Fonda también apareció en un capítulo de la serie Californication.

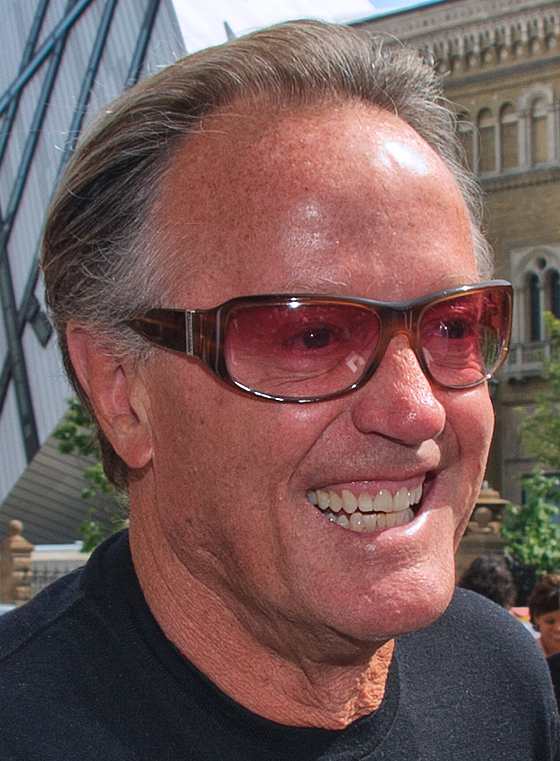
Fonda en 2010

Las últimas apariciones de Fonda fueron en Bandidos americanos (American Bandits: Frank and Jesse James) (2010) de Fred Olen Ray; The Trouble with Bliss (2011); episodios de CSI: NY; Smitty (2012); Harodim (2012); As Cool as I Am (2013); Copperhead (2013); La última vida (The Ultimate Life) (2013); The Harvest (2013); HR (2014); House of Bodies (2014); Jesse James: Lawman (2015); Escándalo en el poder (The Runner) (2015) con Nicolas Cage; La balada de Lefty Brown (The Ballad of Lefty Brown) (2017); La mujer más odiada de América (The Most Hated Woman in America) (2017); Borderland (2017); You Can't Say No (2018) y Sin límites (Boundaries) (2018) con Christopher Plummer. También fue el productor ejecutivo del documental The Big Fix (2012).
Su último papel fue en la película sobre la Guerra de Vietnam Com todos los honores (The Last Full Measure), del director Todd Robinson. Robinson contó que Peter Fonda pudo ver la película completa antes de su muerte, y se emocionó al verla.

## Muerte
Murió el 16 de agosto de 2019 en su hogar de Los Ángeles por insuficiencia respiratoria severa debida a un cáncer de pulmón.
Tras su muerte, su hermana mayor Jane Fonda hizo estas declaraciones: "Estoy muy triste. Era mi dulce hermano menor, el charlatán de la familia. He pasado hermosos momentos a solas con él estos últimos días. Se fue riendo."

## Vida personal
Fonda se casó en tres ocasiones. Su primera mujer fue Susan Brewer, con la que se casó en 1961 y con la que tuvo dos hijos: Bridget y Justin. Se divorciaron en 1974 después de 13 años de matrimonio. Su segunda esposa fue Portia Rebecca Crockett con la que se casó en 1975. El matrimonio duró 36 años, hasta su divorcio en 2011. Fonda se casó una tercera ocasión con Margaret DeVogelaere en 2011, y este matrimonio duró hasta la muerte del actor en 2019.

### Posición política
En 2011, Fonda y Tim Robbins produjeron The Big Fix, un documental que analiza el papel de BP en el desastre de la planta petrolífera del Deepwater Horizon y sus efectos en el Golfo de México. En una rueda de prensa en el Festival Internacional de Cine de Cannes, Fonda declaró que había escrito al presidente Barack Obama sobre el derrame y lo atacó como un "maldito traidor" por permitir que "botas extranjeras en nuestro suelo le dijeran a nuestros militares, en este caso la Guardia Costera de los Estados Unidos"—lo que pueden y no pueden hacer, y decirnos a nosotros, los ciudadanos de los Estados Unidos, lo que podemos o no podemos hacer".
En junio de 2018, Fonda criticó en Twitter al presidente Donald Trump por su aplicación de la política de inmigración estadounidense por parte de Jeff Sessions, por separar a los niños de sus padres en la frontera con México, escribiendo que "Deberíamos arrancar a Barron Trump de los brazos de la primera dama Melania Trump y meterle en una jaula con pedófilos". También sugirió que los estadounidenses deberían buscar nombres en el Servicio de Inmigración y Control de Aduanas para protestar fuera de sus hogares y las escuelas de sus hijos. Posteriormente, Fonda comentó que había borrado el tuit sobre Barron Trump, diciendo que "inmediatamente se arrepintió y me disculpo sinceramente con la familia por lo que dije y por cualquier daño que mis palabras hayan causado".

## Filmografía

### Como director
- 1971: Hombre sin fronteras (The Hired Hand).
- 1973: Idaho Transfer.
- 1979: Wanda Nevada.
- 2000: Thomas y el tren mágico (Burnett Stone).[41]

### Como guionista
- 1969: Easy Rider
- 1990: Enemy

### Como actor
Cine
| Año  | Título en español                          | Título original                            | Director                                    | Rol                               |
| ---- | ------------------------------------------ | ------------------------------------------ | ------------------------------------------- | --------------------------------- |
| 1963 | Tammy y el doctor                          | Tammy and the Doctor                       | Harry Keller                                | Dr. Mark Cheswick                 |
| 1963 | Los vencedores                             | The Victors                                | Carl Foreman                                | Weaver                            |
| 1964 | Lilith                                     | Lilith                                     | Robert Rossen                               | Stephen Evshevsky                 |
| 1964 | The Young Lovers                           | The Young Lovers                           | Samuel Goldwyn Jr.                          | Eddie Slocum                      |
| 1965 | Los desbravadores                          | The Rounders                               | Burt Kennedy                                | Extra                             |
| 1966 | Los ángeles del infierno                   | The Wild Angels                            | Roger Corman                                | Heavenly Blues                    |
| 1967 | El viaje                                   | The Trip                                   | Roger Corman                                | Paul Groves                       |
| 1968 | Historias extraordinarias                  | Histories extraordinaires                  | Federico Fellini, Louis Malle y Roger Vadim | Barón Wilhelm                     |
| 1968 | Certain Honorable Men (película TV)        | Certain Honorable Men (película TV)        | Alex Segal                                  | Robbie Conroy                     |
| 1969 | Easy Rider                                 | Easy Rider                                 | Dennis Hopper                               | Wyatt                             |
| 1971 | Hombre sin fronteras                       | The Hired Hand                             | Peter Fonda                                 | Harry Collings                    |
| 1971 | The Last Movie                             | The Last Movie                             | Dennis Hopper                               | Joven sheriff                     |
| 1973 | Encuentro en Marrakech                     | Two People                                 | Robert Wise                                 | Evan Bonner                       |
| 1974 | La indecente Mary y Larry el loco          | Dirty Mary, Crazy Larry                    | John Hough                                  | Larry Rider                       |
| 1974 | Los cazadores                              | Open Season                                | Peter Collinson                             | Ken                               |
| 1975 | Carrera con el diablo                      | Race with the Devil                        | Jack Starrett                               | Roger March                       |
| 1975 | Venganza anunciada                         | 92 in the Shade                            | Thomas McGuane                              | Skelton                           |
| 1976 | Los mercenarios de los diamantes           | Killer Force                               | Val Guest                                   | Bradley                           |
| 1976 | Mundo futuro                               | Futureworld                                | Richard T. Heffron                          | Chuck Browning                    |
| 1976 | Luchando por mis derechos                  | Fighting Mad                               | Jonathan Demme                              | Tom Hunter                        |
| 1977 | El blues de los proscritos                 | Outlaw Blues                               | Richard T. Heffron                          | Bobby Ogden                       |
| 1978 | Convoy II                                  | High-Ballin'                               | Peter Carter                                | Rane                              |
| 1979 | Wanda Nevada                               | Wanda Nevada                               | Peter Fonda                                 | Beaudray Demerille                |
| 1980 | La torre de los rehenes (Película de TV)   | The Hostage Tower                          | Claudio Guzmán                              | Mike Graham                       |
| 1981 | Los locos del Cannonball                   | The Cannonball Run                         | Hal Needham                                 | Jefe de los motoristas (cameo)    |
| 1982 | Capturado                                  | Split Image                                | Ted Kotcheff                                | Kirklander                        |
| 1983 | Peppermint-Frieden                         | Peppermint-Frieden                         | Marianne Rosenbaum                          | Mr. Freedom                       |
| 1983 | El baile de los enanos                     | Dance of the Dwarfs                        | Gus Trikonis                                | Harry Bediker                     |
| 1983 | Daijôbu, mai furendo                       | Daijôbu, mai furendo                       | Ryû Murakami                                | Gonzy Traumerai                   |
| 1983 | Mordisco mortal                            | Spasms                                     | William Fruet                               | Dr. Tom Brazilian                 |
| 1985 | A Reason to Live (TV)                      | A Reason to Live (TV)                      | Peter Levin                                 | Gus Stewart                       |
| 1985 | Y... al rojo vivo                          | Certain Fury                               | Stephen Gyllenhaal                          | Rodney                            |
| 1988 | Los guerreros de la libertad               | Mercenary Fighters                         | Riki Shelach Nissimoff                      | Virelli                           |
| 1988 | Tiempo de indiferencia (TV)                | Gli indifferenti                           | Mauro Bolognini                             | Leo                               |
| 1988 | La leyenda de Hawken                       | Hawken's Breed                             | Charles B. Pierce                           | Hawken                            |
| 1988 | Sound                                      | Sound                                      | Biagio Proietti                             | Roberto Lovari                    |
| 1989 | Juicio a un desconocido                    | The Rose Garden                            | Fons Rademakers                             | Herbert Schlüter                  |
| 1990 | Enemy o Fatal Mission                      | Enemy o Fatal Mission                      | George Rowe                                 | Ken Andrews (también coguionista) |
| 1991 | Family Express                             | Family Express                             | Georges Nicolas Hayek                       | Nick                              |
| 1993 | El riesgo del vértigo                      | Deadfall                                   | Christopher Coppola                         | Pete                              |
| 1993 | El asesino del teléfono erótico            | South Beach                                | Fred Williamson                             | Jake                              |
| 1993 | Maldito Nick                               | Bodies, Rest & Motion                      | Michael Steinberg                           | Motociclista                      |
| 1994 | Molly & Gina                               | Molly & Gina                               | Paul Leder                                  | Larry Stanton                     |
| 1994 | Amor del calibre 45                        | Love and a 45                              | C.M. Talkington                             | Vergil Cheatham                   |
| 1994 | Nadja                                      | Nadja                                      | Michael Almereyda                           | Dracula/Dr. Van Helsing           |
| 1996 | 2013: Rescate en L.A.                      | Escape from L.A.                           | John Carpenter                              | Pipeline                          |
| 1996 | No mires atrás (TV)                        | Don't Look Back                            | Geoff Murphy                                | Mouse                             |
| 1996 | Painted Hero                               | Painted Hero                               | Terry Benedict                              | Ray el cocinero                   |
| 1996 | Corazón rebelde (TV)                       | Grace of My Heart                          | Allison Anders                              | Guru Dave (voz)                   |
| 1997 | El oro de Ulises                           | Ulee's Gold                                | Victor Nunez                                | Ulysses "Ulee" Jackson            |
| 1998 | La tempestad (TV)                          | The Tempest                                | Jack Bender                                 | Gideon Prosper                    |
| 1999 | La pasión de Ayn Rand                      | The Passion of Ayn Rand                    | Christopher Menaul                          | Frank O'Connor                    |
| 1999 | El halcón inglés                           | The Limey                                  | Steven Soderbergh                           | Terry Valentine                   |
| 2000 | Al sur del cielo, al oeste del infierno    | South of Heaven, West of Hell              | Dwight Yoakam                               | Shoshonee Bill                    |
| 2000 | Thomas y el Ferrocarril Mágico             | Thomas and the Magic Railroad              | Britt Allcroft                              | Abuelo Burnett Stone              |
| 2000 | Recuerdos peligrosos                       | (Second Skin)                              | Darrell Roodt                               | Merv Gutman                       |
| 2001 | Wooly Boys                                 | Wooly Boys                                 | Leszek Burzynski                            | Stoney                            |
| 2002 | El crimen de Laramie                       | The Laramie Project                        | Moisés Kaufman                              | Doctor Cantway                    |
| 2003 | El milagro de Maldonado (TV)               | The Maldonado Miracle                      | Salma Hayek                                 | Padre Russell                     |
| 2003 | A Thief of Time (TV)                       | A Thief of Time (TV)                       | Chris Eyre                                  | Harrison Houk                     |
| 2004 | El corazón es mentiroso                    | The Heart Is Deceitful Above All Things    | Asia Argento                                | Abuelo                            |
| 2004 | Back When We Were Grownups                 | Back When We Were Grownups                 | Ron Underwood                               | Dr. Will Allenby                  |
| 2004 | El precio de la gloria (TV)                | Capital City                               | Spenser Hill                                | Presidente Bridgewater            |
| 2004 | Grand Theft Auto: San Andreas (Videojuego) | Grand Theft Auto: San Andreas (Videojuego) |                                             | The Truth (voz)                   |
| 2005 | Supernova (TV)                             | Supernova (TV)                             | John Harrison                               | Dr. Austin Shepard                |
| 2006 | Cobrador: In God We Trust                  | Cobrador: In God We Trust                  | Paul Leduc                                  | Millonario                        |
| 2007 | Ghost Rider: El motorista fantasma         | Ghost Rider                                | Mark Steven Johnson                         | Mefistófeles                      |
| 2007 | Cerdos salvajes: Con un par... de ruedas   | Wild Hogs                                  | Walt Becker                                 | Damien Blade                      |
| 2007 | El tren de las 3:10                        | 3:10 to Yuma                               | James Mangold                               | Byron McElroy                     |
| 2008 | Japan                                      | Japan                                      | Fabien Pruvot                               | Alfred                            |
| 2008 | Viaje al centro de la Tierra               | Journey to the Center of the Earth         | T.J. Scott                                  | Edward Dennison                   |
| 2009 | The Perfect Age of Rock 'n' Roll           | The Perfect Age of Rock 'n' Roll           | Scott D. Rosenbaum                          | August West                       |
| 2009 | Los elegidos: The Boondock Saints II       | The Boondock Saints II: All Saints Day     | Troy Duffy                                  | El romano, el viejo , Louie       |
| 2010 | Bandidos americanos                        | American Bandits: Frank and Jesse James    | Fred Olen Ray                               | Marshal Kane                      |
| 2011 | The Trouble With Bliss                     | The Trouble With Bliss                     | Michael Knowles                             | Seymour Bliss                     |
| 2012 | Smitty                                     | Smitty                                     | David Mickey Evans                          | Jack                              |
| 2012 | Harodim                                    | Harodim                                    | Paul Finelli                                | Solomon Fell                      |
| 2013 | The Harvest                                | The Harvest                                | John McNaughton                             | Abuelo                            |
| 2013 | Copperhead                                 | Copperhead                                 | Ron Maxwell                                 | Avery                             |
| 2013 | As Cool as I Am                            | As Cool as I Am                            | Max Mayer                                   | Gerald                            |
| 2013 | La última vida                             | The Ultimate Life                          | Michael Landon Jr.                          | Jacob Early                       |
| 2014 | HR (TV)                                    | HR (TV)                                    | Darren Star                                 | Jonathan Quaff                    |
| 2015 | Escándalo en el poder                      | The Runner                                 | Austin Stark                                | Rayne Pryce                       |
| 2015 | Jesse James Lawman                         | Jesse James Lawman                         | Brett Kelly                                 | Alcalde                           |
| 2016 | Escándalo en el poder                      | The Runner                                 | Austin Stark                                | Rayne Pryce                       |
| 2016 | Max                                        | Max                                        | Lena Dunham                                 | Edward Woodruff                   |
| 2017 | La balada de Lefty Brown                   | The Ballad of Lefty Brown                  | Jared Moshe                                 | Edward Johnson                    |
| 2017 | La mujer más odiada de América             | The Most Hated Woman in America            | Tommy O'Haver                               | Reverendo Harrington              |
| 2017 | Borderland (TV)                            | Borderland (TV)                            | Paul Street                                 | Médico                            |
| 2018 | You Can't Say No                           | You Can't Say No                           | Paul Kramer                                 | Joey                              |
| 2018 | Sin límites                                | Boundaries                                 | Shana Feste                                 | Joey                              |
| 2019 | Con todos los honores                      | The Last Full Measure                      | Todd Robinson                               | Jimmy Burr                        |

Serie de televisión
| Año  | Título en español           | Título original           | Rol                   | Notas       |
| ---- | --------------------------- | ------------------------- | --------------------- | ----------- |
| 1962 | La ciudad desnuda           | Naked City                | Joey Selken           | 1 episodio  |
| 1962 | La nueva generación         | The New Breed             | Ronnie Bryson         | 1 episodio  |
| 1964 | Arresto y juicio            | Arrest and Trial          | Alex Bakalyan         | 1 episodio  |
| 1964 | La hora de Alfred Hitchcock | The Alfred Hitchcock Hour | Verge Likens          | 1 episodio  |
| 1964 | Almas en la hoguera         | 12 O'Clock High           | Teniente Andy Lathrop | 1 episodio  |
| 2007 | La secta de las tinieblas   | The Gathering             | Thomas Carrier        | 2 episodios |
| 2007 | Urgencias                   | ER                        | Pierce Tanner         | 1 episodio  |
| 2009 | Californication             | Californication           | Él mismo              | 1 episodio  |
| 2011 | CSI: Nueva York             | CSI: Nueva York           | William Hunt          | 2 episodios |
| 2011 | Hawai 5.0                   | Hawaii Five-0             | Jesse Billings        | 1 episodio  |
| 2014 | The Blacklist               | The Blacklist             | Geoff Perl            | 1 episodio  |

## Premios y distinciones
Premios Óscar
| Año  | Categoría                        | Película         | Resultado |
| ---- | -------------------------------- | ---------------- | --------- |
| 1969 | Mejor argumento y guion original | Easy Rider       | Nominado  |
| 1998 | Mejor actor                      | El oro de Ulises | Nominado  |

Globos de Oro
| Año  | Categoría                                              | Película                | Resultado |
| ---- | ------------------------------------------------------ | ----------------------- | --------- |
| 1999 | Mejor actor de reparto de serie, miniserie o telefilme | The passion of Ayn Rand | Ganador   |
| 1997 | Mejor actor - Drama                                    | El oro de Ulises        | Ganador   |